# Marbloides
Marbloides este un gen de molii din familia Lymantriinae.